# Поташня (Житомирський район)
Пота́шня — село в Україні, у Житомирському районі Житомирської області. Входить до складу Радомишльської міської громади. Населення становить 123 осіб (2001).

## Історія
У 1923—54 роках — адміністративний центр Поташнянської сільської ради Радомишльського району.

## Населення

### Мова
Розподіл населення за рідною мовою за даними перепису 2001 року:
| Мова       | Кількість | Відсоток |
| ---------- | --------- | -------- |
| українська | 115       | 93.50%   |
| циганська  | 6         | 4.88%    |
| російська  | 1         | 0.81%    |
| білоруська | 1         | 0.81%    |
| Усього     | 123       | 100%     |